# 인스티투토 아틀레티코 센트랄 코르도바
인스티투토 아틀레티코 센트랄 코르도바(스페인어: Instituto Atlético Central Córdoba)는 아르헨티나 코르도바를 연고로 하는 종합 스포츠 클럽이다. 이 클럽은 1918년 8월 8일에 창단되었다. 축구팀은 현재 프리메라 디비시온에 참가하고 있다.

## 선수 명단

### 현역
참고: FIFA 자격 규정에 따라 소속된 국가대표팀 국기를 표시합니다. 선수는 복수의 FIFA 비회원국 국적을 가지고 있을 수 있습니다.
| 번호 | 포지션 | 국적     | 이름          |
| ---- | ------ | -------- | ------------- |
| 2    | DF     | 파라과이 | 후안 프랑코   |
| 10   | FW     |          | 실비오 로메로 |

| 번호 | 포지션 | 국적 | 이름 |
| ---- | ------ | ---- | ---- |

## 역대 감독
| 감독          | 임기 |
| ------------- | ---- |
| 알피오 바실레 | 1980 |

틀:인스티투토 아틀레티코 센트랄 코르도바 선수 명단